# 1795 у літературі

## Твори
- «Філософія в будуарі» (фр. «La Philosophie dans le boudoir») — роман Маркіза де Сада
- «Листи про естетичне виховання людини» (нім. «Über die ästhetische Erziehung des Menschen») Шиллера
- «Про наївну і сентиментальну поезію» (нім. «Über naive und sentimentalische Dichtung») Шиллера

## Народилися
- 15 січня — Грибоєдов Олександр Сергійович, російський письменник, дипломат
- 8 квітня — Раєвський Володимир Федосійович, російський поет, публіцист, декабрист
- 7 вересня — Джон Полідорі, англійський письменник італійського походження
- 29 вересня — Рилєєв Кіндрат Федорович, російський поет і революціонер-декабрист
- 4 грудня — Томас Карлайл, шотландський письменник, есеїст та історик
- 31 жовтня — Джон Кітс, англійський поет
- ? — Смирдін Олександр Пилипович, російський видавець, бібліограф
- ? — Куросава Окінамаро, японський мовознавець, поет, мислитель течії кокуґаку

## Померли
- 30 січня — Жан-Жак Бартелемі, французький письменник і археолог
- 2 лютого — Георгій (Кониський), український письменник, проповідник, церковний і культурний діяч
- 11 лютого — Карл-Мікаель Бельман, шведський поет
- ? — Рубан Василь Григорович, російськомовний письменник, історик та видавець
- ? — Саят-Нова, вірменський поет, музикант, ашуг